# Gmina Kłomnice
Die Gmina Kłomnice ist eine Landgemeinde im Powiat Częstochowski der Woiwodschaft Schlesien in Polen. Ihr Sitz ist das gleichnamige Dorf mit etwa 2800 Einwohnern.

## Gliederung
Zur Landgemeinde Kłomnice gehören folgende Ortschaften:
Adamów
Antoniów
Bartkowice
Chmielarze
Chorzenice
Garnek
Huby
Karczewice
Konary
Kuźnica
Kłomnice
Lipicze
Lipicze
Michałów Kłomnicki
Michałów Rudnicki
Mostki
Nieznanice
Niwki
Pacierzów
Rzeki Małe
Rzeki Wielkie
Rzerzęczyce
Skrzydlów
Skrzydlów (osada)
Smardzew
Witkowice
Wymysłów Janaszów
Zawada
Zbereżka
Zbereżka
Zdrowa
Łysa Góra
Śliwaków

## Politik

### Bürgermeister
An der Spitze der Verwaltung steht der Gemeindevorsteher. Seit 2014 ist dies Piotr Juszczyk, der mit seinem eigenen Wahlkomitee antritt. Die turnusmäßige Wahl im April 2024 brachte folgendes Ergebnis:
- Piotr Juszczyk (Wahlkomitee „Kommunale Bürgereinigung“) 67,7 % der Stimmen
- Andrzej Perliński (Wahlkomitee Andrzej Perliński) 17,2 % der Stimmen
- Sławomir Jurczyk (Wahlkomitee Sławomir Jurczyk) 15,0 % der Stimmen

Damit wurde Amtsinhaber Juszczyk erneut bereits im ersten Wahlgang wiedergewählt.
Die turnusmäßige Wahl im Oktober 2018 brachte folgendes Ergebnis:
- Piotr Juszczyk (Wahlkomitee Piotr Juszczyk) 70,4 % der Stimmen
- Andrzej Śpiewak (Prawo i Sprawiedliwość) 16,5 % der Stimmen
- Jarosław Łapeta (Wahlkomitee Jarosław Łapeta) 13,1 % der Stimmen

Damit wurde Amtsinhaber Juszczyk bereits im ersten Wahlgang wiedergewählt.

### Gemeinderat
Der Gemeinderat von Kłomnice besteht aus 15 Mitgliedern, die in Einpersonenwahlkreisen gewählt werden. Die Wahl 2024 führte zu folgendem Ergebnis:
- Wahlkomitee „Kommunale Bürgereinigung“ 29,5 % der Stimmen, 6 Sitze
- Trzecia Droga (TD) 23,9 % der Stimmen, 3 Sitze
- Wahlkomitee Andrzej Perliński 22,0 % der Stimmen, 4 Sitze
- Wahlkomitee Sławomir Jurczyk 9,6 % der Stimmen, kein Sitz
- Wahlkomitee Bartłomij Wodo 3,3 % der Stimmen, 1 Sitz
- Wahlkomitee Halina Koza 2,5 % der Stimmen, 1 Sitz
- Übrige 9,2 % der Stimmen, kein Sitz

Die Wahl 2018 führte zu folgendem Ergebnis:
- Wahlkomitee Piotr Juszczyk 31,9 % der Stimmen, 7 Sitze
- Prawo i Sprawiedliwość (PiS) 19,8 % der Stimmen, 2 Sitze
- Polskie Stronnictwo Ludowe (PSL) 15,4 % der Stimmen, 1 Sitz
- Wahlkomitee „Kommunale Bürgereinigung“ 14,9 % der Stimmen, 2 Sitze
- Wahlkomitee Jarosław Łapeta 8,4 % der Stimmen, 1 Sitz
- Wahlkomitee „Gemeinsam“ Józef Koza 2,5 % der Stimmen, 1 Sitz
- Wahlkomitee Anna Koza 1,3 % der Stimmen, 1 Sitz
- Übrige 5,8 %, kein Sitz

## Verkehr
Der Bahnhof Kłomnice und der Haltepunkt Rzerzęczyce an der Bahnstrecke Warszawa–Katowice liegen im Gemeindegebiet.

## Persönlichkeiten
- Tomasz Bugaj (* 1950), Dirigent und Musikpädagoge; geboren in Kłomnice.